# Marry the Night
«Marry the Night» (рус. «Выйти замуж за ночь») — сингл американской певицы Lady Gaga с её второго студийного альбома Born This Way. Песня была написана и спродюсирована Леди Гагой и Фернандо Гарибэем, в то время, когда Гага была на гастролях в рамках The Monster Ball Tour. Вдохновением на написание этой песни для Гаги стали её любовь к родному городу — Нью-Йорку и её предыдущая работа — песня Dance in the Dark. Впервые Гага упомянула название этой песни на радио-шоу Райана Сикреста в феврале 2011 года. Песня была выпущена для продвижения на Farmville, за шесть дней до выхода Born This Way.
«Marry the Night» является танцевальной поп-песней, под влиянием хаус-музыки и электро-попа. В песне слышен электронный звук церковного колокола, Гага записала его в автобусе с Фернандо Гарибэй.
«Marry the Night» также имеет звуки в стиле техно, хлопки и фанк-рок.
Песня получила в основном положительные отзывы со стороны критиков, в большинстве из них песню охарактеризовали как потрясающую танцевальную композицию. Рецензенты также обнаружили влияние итальянского продюсера Джорджо Мородера и американского рок-музыканта Брюса Спрингстина в песне. После выхода альбома Born This Way песня «Marry the Night» начала занимать места в музыкальных чартах по итогам цифровых продаж. Песня дебютировала на 79 месте на Billboard Hot 100.
«Interscope Records» заявила, что «Marry the Night» станет синглом только для Европы. Такое решение мотивировано тем, что продажи песни в США составили всего 75 000. В «Billboard Hot 100» песня заняла 79 место и лейбл не рискнул выпускать песню «Marry the Night» в качестве сингла в США. Вскоре это решение отменили и «Marry The Night» стала синглом по всему миру.
4 января 2012 года Interscope Records принял решение отменить ротацию сингла на радиостанциях, так как песня не достигла десятки лучших синглов в чарте Billboard Hot 100 (пиковая позиция сингла 29 место). 6 января стало известно, что команда «Haus of Gaga» вмешалась в сложившуюся ситуацию и убедила лейбл не прекращать выход песни в эфир радиостанций США.

## Справка
«Marry the Night» была написана Lady Gaga во время турне The Monster Ball Tour. Впервые певица упоминает эту песню как трек из альбома Born This Way на радио, во время шоу Райана Сикреста, в котором она описала его как один из её любимых песен с альбома. Ранее Гарибэй и Гага вместе работали над песней «Dance in the Dark» в 2009 году. Перед началом работы над «Marry the Night» Гага слушала «Dance in the Dark» и решила, что вновь хочет поработать с Garibay. «Я помню, как перед началом концерта, за кулисами, я шла на сцену и слышала музыку из „Dance in the Dark“, и мне захотелось превзойти эту песню».
Гага желала сделать песню в новом стиле, она дала понять, что не хочет, чтобы эта песня была похожа на какие-либо другие её работы. Пока Гага была занята выступлениями на The Monster Ball Tour, Фернандо Гарибэй начал работать над музыкой песни. Во время перерыва между концертом Гага вернулась в свою студию — автобус и спросила его о прогрессе. Гарибэй объяснил, что он придумал другую музыку для песни, где играли колокола. По словам Гаги, после первого прослушивания она всплакнула, потому что была поражена величественностью этой музыки. Затем она начала писать текст для «Marry the Night». С NME, Гага объяснила, что основным вдохновителем песни является певица Уитни Хьюстон, а также добавила: "Эта песня обо мне, о моем возвращении в Нью-Йорк. Я писала о мужестве, которое потребовалось для меня, чтобы сказать: «Я ненавижу Голливуд, я просто хочу жить в Бруклине и делать музыку».
«Marry the Night» первоначально планировалась как первый сингл с Born This Way, но была отменена в пользу заглавного трека. Впервые Гага спела небольшой кусочек песни для канала HBO, для фильма, о её концерте. За кулисами она спела эти строчки: « I’m gonna marry the night/ I won’t give up on my life / I’m a warrior queen / Live passionately, tonight». Для рекламы альбома Гага выпустила «Marry the Night» в онлайн-игре Farmville 17 мая 2011 года. Песня была выпущена на Gagaville (подразделение Farmville).

## Музыка
«Marry the Night» была записана в студии автобуса в 2010 году, но позже была смикширована в студии The Mix Room в городе Бербанк (штат Калифорния) Дэйвом Расселом. Сама Гага описала песню как «массовый диско-трек». По словам Фернандо, Гага медитировала в течение нескольких минут, а затем попросила дать ей микрофон, и уже через час песня была готова."Marry the Night" является танцевальной поп-песней с мотивами Хаус-музыки. Песня начинается с электронного звука колоколов и мягкого пения Гаги «I’m gonna marry the night/ I won’t give up on my life / I’m a warrior queen / Live passionately, tonight». Вскоре мотив песни меняется, слышится техно-музыка, хлопки и музыка в стиле фанк, голос Гаги заикается на словах «Ma-ma-ma-marry/Ma-ma-ma-marry/Ma-ma-ma-marry the night». Тим Джонз из The Guardian сравнил «Marry the Night» с песней Dr Alban «It’s My Life», а Никола Джеймс из MTV сказал, что голос Гаги похож на голос Дженнифер Лопез в песне «Waiting For Tonight».

## Отзывы критиков
В основном песня получила положительные отзывы от критиков. Стивен Эрльюин из Allmusic дал песне положительную оценку, заявив, что «это как блеск неоновых импульсов!». Sal Cinquemani из Slant Magazine сказал, что песня является выделяющейся в альбоме, и назвал её "достойным преемником песни «Dance in the Dark». Марк Саваж из BBC Music назвал «Marry the Night» «совершенной», а Кристиан Бловелт из Entertainment Weekly сравнил песню с работой итальянского продюсера Giorgio Moroder. Тим Джонз из The Guardian сравнил мотив песни с песней Dr Alban «It’s My Life», и заметил, что этот трек легко забывается по сравнению с некоторыми другими танцевальными песнями из альбома.

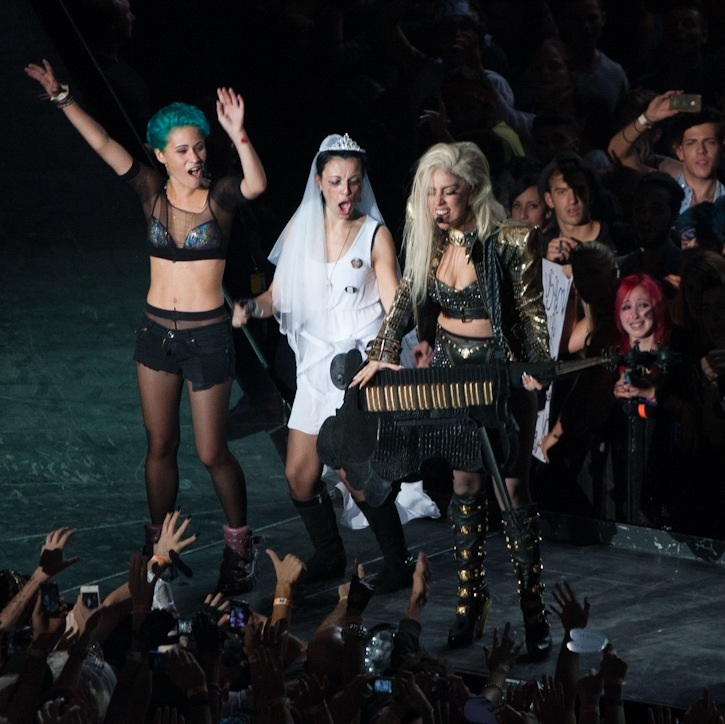
Леди Гага исполняет «Marry The Night» на «The Born This Way Ball» в Милане вместе с фанатами

Эван Саудэй из PopMatters дал песне отрицательный отзыв, сказав: «Marry the Night» очень похожа на подделку, но, добавив немного оптимистичной банальности и совершенно бессмысленной инструментальной части, она превращается в некий боевой клич. Керри Мейсон из Billboard обнаружил влияние готик-рока в песне, но продолжал называть её «непримиримой диско-поп песней», которая могла бы попасть в дебютный альбом певицы The Fame.
Известный журнал «Rolling Stone» написал небольшую статью о новом клипе Леди Гага «Marry The Night». «Это, вроде как, моё прошлое в незаконченной картинке и, как художник этой картины, я должна закрасить все уродливые дыры и сделать её снова красивой», — говорит Леди Гага в прелюдии к своему новому видео «Marry The Night». «Это не то, чтобы я была нечестной, просто я ненавижу реальность». Это кратное эстетическое резюме, но само видео является очень эпическим с песней, которой предшествовала несколько минут дерзкая, вычурная психо-драма в психиатрической клинике. Там есть балет, нагота, мода из будущего, французский диалог, автомобиль в огне, немного слёз, и много-много танцев. Даже по сравнению с другими эпическими видео Леди Гага «Marry The Night» кажется особенно сумасшедшим и амбициозным.

## Становление синглом
Изначально планировалось выпустить Marry The Night первым синглом с альбома, но в итоге первым синглом стал трек Born This Way.
Позже в одном из интервью Гага заявила, что песня «Мarry the Night» станет третьим синглом после «Judas», но третьим синглом стала песня «The Edge of Glory», хотя сначала она была издана в качестве промосингла, но благодаря тому, что у песни были высокие показатели продаж на iTunes, песня была выпущена в качестве обычного сингла.
На сегодняшний момент песня Marry the Night стала пятым синглом, для Европы, но 31 октября Interscope Promotion заявил, что Marry The Night будет синглом всему миру, и он официально вышел на радиостанциях 15 ноября.

## Музыкальное видео
Съемки клипа Marry The Night проходили с 10 по 12 октября 2011 года. MTV подтвердил, что съёмки проходили на Стейтен-Айленд. Зону съёмок отделили огромными белыми шторами для полной секретности. Но один фанат всё-таки увидел Гагу и рассказал, что у неё были зачёсанные назад волосы, чёрная подводка и она была одета в чёрное трико. Во время съёмок присутствовала мама Стефани Джерманотты Синтия Джерманотта. Во время этих съёмок Гаге даже не помешал ливень, который тогда шёл в Нью-Йорке. По словам Леди Гаги, клип является автобиографическим. Режиссёрами клипа является Дариус Хонджи, снявший клип Мадонны Frozen, и сама Леди Гага. После своего выступления на «Children In Need» Леди Гага выпустила начало своего клипа под названием «MARRY THE NIGHT: THE PRELUDE PATHÉTIQUE» («Прелюдия Патетическая»). Длина этого клипа составляет 13 минут. 25 ноября Гага выпустила второе превью клипа. По официальным данным компании Universal Music премьера клипа состоится 1 декабря. Также эту информацию подтвердила и сама певица, обновив свой микроблог в Твиттере.
Премьера клипа состоялась 1 декабря на канале E! Online.

### Сюжет
Клип начинается с крупного плана темноволосой Леди Гага. По больничному коридору Гагу на каталке везут две медсестры, одетых в белые платья, а их полиэтиленовые береты сдвинуты набок.
Монолог в начале клипа:
"Когда я оглядываюсь на свою жизнь – не то, чтобы я не хотела помнить о том, что со мной произошло, в точности – я просто стараюсь думать о прошедших событиях как об искусстве… Сказать честно, вся моя жизнь – чистая правда, ведь я сама изобрела её. Клиническая психология утверждает что трагедии – самые безжалостные убийцы. Память не работает по законам атомов и частиц в квантовой физике. Её можно потерять навсегда. Моё прошлое похоже на неоконченную картину – я, живописец, должна заделать все дыры, которые её уродуют, и позволить ей вновь обрести красоту. Дело не в том, что я лгала – я просто не выношу реальность. 
К примеру – видите, эти медсёстры – они одеты в Calvin Klein будущего сезона, как и я. А туфли? Сделанные на заказ Giuseppe Zanotti. Я наклонила их шапочки на бок – так они напоминают мне о парижских беретах. Мне кажется, что так романтичнее. А ещё мне кажется, что будущей весной цвет мяты будет самым популярным. Вы только посмотрите на медсестру справа – вот это задница… Бах! На самом деле, в той клинике эти смешные шапки они надевали только для того, чтобы кровь не запачкала волосы. А вон та девочка слева – она попросила дать ей мармеладных медвежат и нож пару часов назад. Они принесли ей только мармеладных медвежат. Хотелось бы и мне получать от них только мармеладных медвежат...
Далее показываются кадры общения Гаги и медсестры, Гага пытается закурить сигарету, но медсестра выхватывает её у Гаги. Медсестра дает Lady Gaga предписания по лечению. Гага начинает плакать и говорит медсестре, что она (Гага) станет звездой, потому что ей нечего терять. Гага надевает полиэтиленовый берет, поднимает руки, как балерина, и начинает звучать Соната № 8 «Патетическая» до минор — Часть 1 — Grave — Allegro di molto e con brio Людвига ван Бетховена.
После белой вспышки Гага предстает в образе балерины в туфлях на платформе, напоминающих пуанты, у балетного станка.
После затемнения мы видим квартиру Гаги. Она входит в неё с девушкой, которая помогает ей (Гаге) раздеться и лечь в постель. Все эти моменты показываются плавными отрывками. Раздается звонок по телефону, Гага поднимает трубку, ей позвонил директор её лейбла и сказал, что он разрывает с ней контракт. У Гаги начинается истерика, она разбрасывает вещи, разбивает ногой зеркало. Показывается Леди Гага, сидящая в ванне и красящая свои волосы в белый цвет.
В следующих сценах появляется Гага с белыми волосами и в джинсовом костюме, она пришла в танцевальную студию.
Рассказ в студии:
Все вы можете мне сказать, что я потеряла всё, что имела, но у меня все еще есть мой Bedazzler (степлер для крепления стразов)... И ещё я поиздевалась над своей старой джинсой, сделала то, что сделала бы любая девушка. Я начала всё заново."
После этих слов вступает звуковое сопровождение, а камера начинает медленно уходить вдаль от балкона, на котором стоит группа танцоров. Вскоре камера устремляется на потолок и останавливается под стеклянным куполом, который плавно превращается в луну. В следующей сцене начинает аккомпанировать бас-гитара, и нашему взору предстает Гага, свисающая вниз головой в салон автомобиля — это Понтиак Фаерберд Транс Эм 77-го года выпуска. Идет дождь, позади виден пейзаж ночной автостоянки, озаряемой горящими автомобилями. В момент, когда бас-гитара затихает, Гага проваливается в люк машины. Попав внутрь, она целует кассету Стерео 8 с надписью «Marry The Night», и вставляет её в приборную панель. На сиденье можно заметить пачку сигарет Camel и сумку с косметичкой. Начинается песня, Гага поет, сидя за рулем Понтиака, рядом стоит чёрный Форд Мустанг. Смотрясь в зеркало заднего вида, Гага красит губы; затем надев очки, закуривает сигарету; снимает очки; с горечью достает из сумки лекарственный препарат; пудрит щеки. На припеве горящие машины на автостоянке начинают взрываться, Гага вылезает через окно и начинает танцевать. У неё испорченный макияж и грязевые подтеки на теле, одета она в кожаный рифленый костюм и сапоги, на голове у неё клинообразная челка. Гага забирается на крышу Понтиака и продолжает танцевать там. Снова залезает в машину через люк, поправляет прическу и, хлопнув дверью, уходит вдаль автостоянки.
После показывается тренировка вместе с танцорами, в танцевальной студии.
Финальная сцена показывает Гагу и её танцоров, танцующих на улице, Гага одета в чёрный комбинезон. Параллельно с кадрами танца показывают Гагу, садящуюся в чёрный Линкольн Таун Кар, Гага показывает ладонь, на которой написано маркером «Interscope Records Hollywood, СА, 4pm». В последней сцене мы видим Гагу, одетую в красное платье и шляпу-маску.
На сегодняшний день количество просмотров на видеохостинге YouTube составляет 88 млн.

## Список композиций
| - CD сингл 1. «Marry the Night» (Album Version) — 4:24 2. «Marry the Night» (David Jost Twin Remix) — 3:31 - 7"-дюймовый сингл, изданный в Великобритании 1. «Marry the Night» (Weeknd & Illangelo Remix) — 4:04 2. «Marry the Night» (Totally Enormous Extinct Dinosaurs Mix) — 5:49 |

- Marry the Night — The Remixes[5]

1. «Marry the Night» (Zedd Remix) — 6:14
2. «Marry the Night» (Sander van Doorn Remix) — 5:38
3. «Marry the Night» (Afrojack Remix) — 9:18
4. «Marry the Night» (John Dahlback Remix) — 5:19
5. «Marry the Night» (Sidney Samson Remix) — 4:44
6. «Marry the Night» (R3hab Remix) — 4:54
7. «Marry the Night» (Lazy Rich Remix) — 5:43
8. «Marry the Night» (Dimitri Vegas & Like Mike Remix) — 5:58
9. «Marry the Night» (Quintino Remix) — 5:52
10. «Marry the Night» (Danny Verde Club Remix) — 7:45

## Творческая группа
- Леди Гага — вокал, автор песни, музыкальный продюсер, бэк-вокал
- Фернандо Гарибай — автор песни, продюсер, программирование, клавишные
- DJ White Shadow — программирование ударных
- Дэйв Рассел — звукозапись в автобусной студии; сведение в городе Бербанк, Калифорния
- Джин Гримальди — мастеринг в Бербанке, Калифорния
- Эрик Моррис — помощник
- Пол Пэвэо — помощник

Данные были взяты с обложки альбома Born This Way.

## Чарты
| Чарт (2011-12)                           | Высшее место |
| ---------------------------------------- | ------------ |
| Australian Singles Chart                 | 80           |
| Austrian Singles Chart                   | 13           |
| Belgian Tip Chart (Flanders)             | 1            |
| Belgian Singles Chart (Wallonia)         | 38           |
| Brazilian Hot 100 Airplay                | 1            |
| Brazil Billboard Pop Songs               | 1            |
| Canadian Hot 100                         | 11           |
| Czech Airplay Chart                      | 37           |
| Finnish Download Chart                   | 28           |
| French Singles Chart                     | 50           |
| German Singles Chart                     | 17           |
| Hungarian Airplay Chart                  | 9            |
| Irish Singles Chart                      | 24           |
| Italy Singles Chart                      | 41           |
| Japan Hot 100                            | 51           |
| MYX International Top 20 (Philippines)   | 5            |
| Polish Video Chart                       | 4            |
| Scottish Singles Chart                   | 8            |
| Slovak Airplay Chart                     | 18           |
| South Korean International Singles Chart | 11           |
| Swiss Singles Chart                      | 34           |
| UK Singles Chart                         | 16           |
| US Billboard Hot 100                     | 29           |
| US Adult Pop Songs                       | 27           |
| US Hot Dance Club Songs                  | 1            |
| US Pop Songs                             | 14           |

| Страна | Сертификат |
| ------ | ---------- |
| США    | золотой    |

| Чарт (2011)      | Место |
| ---------------- | ----- |
| UK Singles Chart | 161   |

## Даты выпуска
| Страна         | Дата            | Формат                                            | Лейбл              |
| -------------- | --------------- | ------------------------------------------------- | ------------------ |
| Австралия      | 17 октября 2011 | Contemporary hit radio                            | Interscope Records |
| США            | 15 ноября 2011  | Rhythmic contemporary and Top 40/Mainstream radio | Interscope Records |
| Великобритания | 30 ноября 2011  | 7" picture disc                                   | Interscope Records |
| Германия       | 2 декабря 2011  | CD single                                         | Interscope Records |
| Германия       | 20 декабря 2011 | Digital download — The Remixes                    | Interscope Records |
| Великобритания | 20 декабря 2011 | Digital download — The Remixes                    | Interscope Records |
| США            | 20 декабря 2011 | Digital download — The Remixes                    | Interscope Records |
| Люксембург     | 20 декабря 2011 | Digital download — The Remixes                    | Interscope Records |
| Норвегия       | 20 декабря 2011 | Digital download — The Remixes                    | Interscope Records |
| Финляндия      | 20 декабря 2011 | Digital download — The Remixes                    | Interscope Records |
| Бельгия        | 20 декабря 2011 | Digital download — The Remixes                    | Interscope Records |
| Испания        | 20 декабря 2011 | Digital download — The Remixes                    | Interscope Records |
| Швейцария      | 20 декабря 2011 | Digital download — The Remixes                    | Interscope Records |
| Италия         | 20 декабря 2011 | Digital download — The Remixes                    | Interscope Records |
| Австрия        | 20 декабря 2011 | Digital download — The Remixes                    | Interscope Records |
| Нидерланды     | 20 декабря 2011 | Digital download — The Remixes                    | Interscope Records |
| Сингапур       | 20 декабря 2011 | Digital download — The Remixes                    | Interscope Records |
| Португалия     | 20 декабря 2011 | Digital download — The Remixes                    | Interscope Records |